# Kümmritz (Luckau)
Kümmritz (niedersorbisch Komorica) ist ein Ortsteil der Stadt Luckau im Landkreis Dahme-Spreewald in Brandenburg. Der Ort wurde am 31. Dezember 1999 eingemeindet und war vorher eine eigenständige Gemeinde.

## Lage
Der Ort Kümmritz liegt in der Niederlausitz, etwa neun Kilometer nordöstlich der Luckauer Kernstadt. Die Gemarkung grenzt im Norden an die Gemeinde Drahnsdorf, im Nordosten an Ortsteil Jetsch der Gemeinde Kasel-Golzig, im Osten an Zieckau, im Süden an Paserin, im Südwesten an den Ortsteil Pitschen-Pickel der Gemeinde Heideblick sowie im Westen an den zur Gemeinde Dahmetal gehörenden Ortsteil Wildau-Wentdorf.
Kümmritz liegt an der Kreisstraße 6138. An der Gemarkungsgrenze zu Drahnsdorf fließt die Dahme, südlich von Kümmritz fließt die Schuge.

## Geschichte

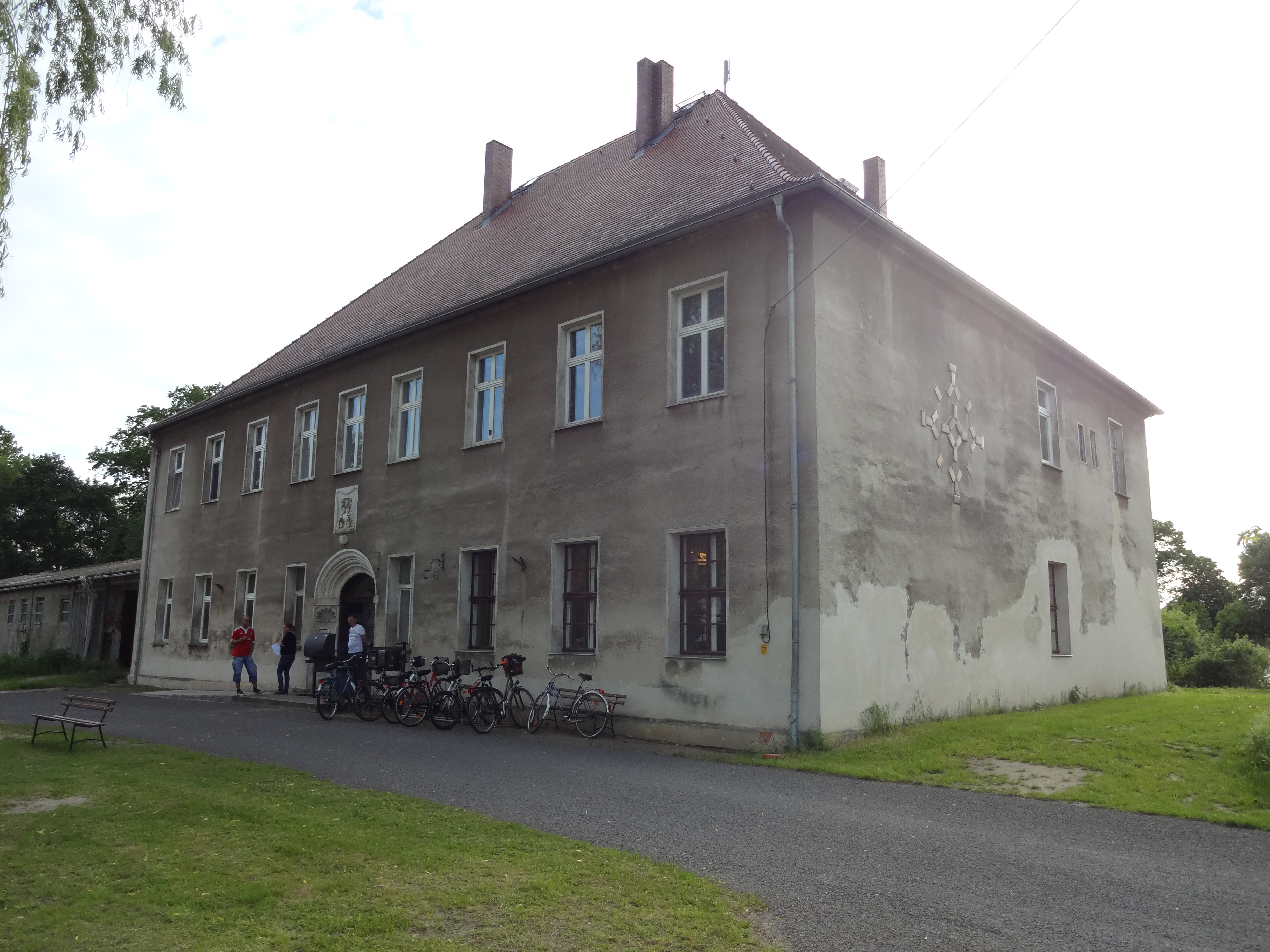
Gutshaus

Kümmritz wurde erstmals am 18. Juni 1450 als Kümmeriez urkundlich erwähnt. Weitere frühere Ortsnamen waren Kommeriecz (1527) und Kummeritz. Der Ortsname leitet sich von Komorica, dem niedersorbischen Wort für Stechmücke, ab. Die ersten bekannten Gutsbesitzer waren die Familie von Schlieben bis vor 1586 und anschließend die Familie von Birkholz. Vom General Georg Wilhelm von Birkholz, Erbherr auf Kümmritz finden sich die Wappen der 32 Ahnen im herrschaftlichen Chor der Dorfkirche. Nach dem Prager Frieden von 1635 gehörte Kümmritz zum Kurfürstentum Sachsen. Für das Jahr 1708 sind drei Bauern und sieben Kossäten im Ort verzeichnet; 1718 lebten in Kümmritz sieben Kossäten und drei Hufner, die eine Schatzung von 1666 Gulden an den Dorfpatron abzugeben hatten.
1755 hatte das Dorf 48 männliche und 57 weibliche Einwohner. Die Ernte betrug in diesem Jahr 375 Dresdner Scheffel Korn, 94 Scheffel Weizen, 195 Scheffel Gerste, 207 Scheffel Hafer sowie 5¼ Scheffel Erbsen, 17 Scheffel Heidekorn, zehn Scheffel Hopfen und sechs Scheffel Lein. Anfang des 19. Jahrhunderts lebten in Kümmritz zehn Kossäten und zwei Häusler bzw. Büdner. Das Kurfürstentum Sachsen wurde 1806 zum Königreich Sachsen erhoben, nach der auf dem Wiener Kongress beschlossenen Teilung des Königreiches Sachsen kam Kümmritz zu Königreich Preußen.
Von Mitte des 18. Jahrhunderts an gehörte das Gut Kümmritz der Familie von Larisch. Diese Familie bildete dann eine eigene Familienlinie Kümmritz heraus, beginnend wohl mit dem kurfürstlichen sächsischen Kammerherrn und Generalmajor Maximillian von Larisch-Rokitsch (1708–1799). Eigentlicher Stifter waren der sächsische Oberstleutnant Karl Heinrich von Larisch und sein Sohn Major Karl von Larisch (1786–1858), verheiratet mit Ida von Stammer-Görlsdorf.
In Preußen gehörte Kümmritz zum Regierungsbezirk Frankfurt der Provinz Brandenburg. Bei der Kreisreform von 1816 wurde der Ort dem Landkreis Luckau zugeordnet. Für 1818 sind eine Windmühle und ein Winzerhaus als dem Gut Kümmritz zugehörig geführt. In diesem Jahr hatte der Ort 159 Einwohner in 20 Wohngebäuden, 1846 lebten 170 Einwohner in Kümmritz. 1864 gehörten eine Schäferei und eine Ziegelei zum Ort. Bei der Volkszählung vom 1. Dezember 1871 hatte die Landgemeinde Kümmritz 64 Einwohner in elf Haushalten und der Gutsbezirk 119 Einwohner in 19 Haushalten. Im Jahr 1879 führt das Generaladressbuch der Rittergutsbesitzer der Provinz Brandenburg in der Nachweisung der kreistagfähigen Rittergüter Kümmritz mit etwa 477 ha auf, anteilig konkret 96 ha Waldbesitz. Zum Gut gehörte damals eine Ziegelei. 1897 kam das alte Gut Kümmritz der Familie von Larisch durch Heirat in den Besitz der Familie von Trotha. Im Jahr 1900 hatte Kümmritz 168 Einwohner, davon 70 in der Landgemeinde und 98 im Gutsbezirk. Der Gutsbezirk wurde im Jahr 1928 als eigenständige juristische Einheit, wie überall in ganz Brandenburg, aufgelöst und in die Landgemeinde eingegliedert. Das Rittergut hatte 1929, also kurz vor der großen Wirtschaftskrise, eine Fläche von 461 ha. Letzte Besitzer waren Wilhelm von Trotha (1874–1945) und seine Frau Irmgard, geborene Freiin von Cronberg (1887–1945). Verwalter war Walter Pyka. Schwerpunkt war die Schafswirtschaft. Es bestand zu jener Zeit Anschluss an die Feldbahn nach Drahsndorf. 1939 hatte die Gemeinde Kümmritz genau 159 Einwohner.
Nach Ende des Zweiten Weltkrieges kam Kümmritz in die Sowjetische Besatzungszone und gehörte ab 1949 zur DDR. Seit 1952 lag Kümmritz im Kreis Luckau im Bezirk Cottbus. Nach der Wiedervereinigung gehörte die Gemeinde zunächst zum Landkreis Luckau in Brandenburg. Ab dem 25. Mai 1992 bildete die Gemeinde Kümmritz zusammen mit 15 weiteren Gemeinden und der Stadt Luckau das Amt Luckau. Nach der Kreisreform in Brandenburg am 6. Dezember 1993 wurde Kümmritz in den neu gebildeten Landkreis Dahme-Spreewald eingegliedert. Am 31. Dezember 1999 wurde Kümmritz zusammen mit fünf weiteren Gemeinden in die Stadt Luckau eingemeindet. Das Amt Luckau wurde im Oktober 2003 aufgelöst, nachdem alle dem Amt angehörigen Gemeinden nach Luckau eingemeindet worden waren.

## Bevölkerungsentwicklung
| 1875 | 169 | 1890 | 166 | 1910 | 181 |
| 1925 | 173 | 1933 | 137 | 1939 | 159 |
| 1946 | 264 | 1950 | 239 | 1964 | 180 |
| 1971 | 168 | 1981 | 135 | 1985 | 118 |
| 1989 | 127 | 1995 | 130 | 1998 | 115 |
| 2014 | 105 | 2020 | 102 |      |     |

## Sehenswürdigkeiten und Kultur
- Die Dorfkirche Kümmritz ist eine Feldsteinkirche aus der Mitte des 14. Jahrhunderts, die in der zweiten Hälfte des 17. Jahrhunderts um einen Kirchturm erweitert wurde. Im Innenraum steht ein Altar aus dem Anfang des 18. Jahrhunderts in Form einer Ädikula.

## Persönlichkeiten
- Georg Wilhelm von Birkholz (1678–1747), sächsischer General der Kavallerie und Erbherr auf Kümmeritz, Nobelschütz und Kleinpraga
- Alfred von Larisch (1819–1897), anhaltinischer Staatsminister
- Karl von Larisch (1824–1903), preußischer General der Kavallerie

## Anmerkung
1. ↑  Umrechnungsfaktor: 1 Dresdner Scheffel entspricht in etwa 107,33 Litern.